# Миколаївський політехнічний інститут
Міжнародний технологічний університет «Миколаївська політехніка» — вищий навчальний заклад III рівня акредитації, недержавної форми власності, створений радою засновників на підставі рішення Миколаївської міської ради. Є базовим інститутом навчально-науково-виробничого комплексу «Миколаївська політехніка».

## Про інститут
Міжнародний технологічний університет «Миколаївська політехніка» створено на підставі рішення Миколаївської міської Ради № 13/9 від 14 липня 2003 року. Після погодження статуту з Міністерством освіти і науки України інститут зареєстровано Реєстраційно-ліцензійною палатою виконкому Миколаївської міської Ради 30 грудня 2003 року як приватний вищий навчальний заклад.
Для удосконалення діяльності інституту наказом Міністерства освіти і науки України № 15 від 17 січня 2005 року створено навчально-науково-виробничий комплекс «Миколаївська політехніка».
3 лютого 2012 року у стінах Миколаївського політехнічного інституту відбулася зустріч з представниками студентського самоврядування Київським університетом права НАН України та студентської ради МПІ з метою підписання меморандуму про співпрацю між двома вищими навчальними закладами України.
17 січня 2025 року Міністерство освіти і науки України позбавило Міжнародний технологічний університет "Миколаївська політехніка" ліцензії на освітню діяльність через поновлення студентів на спеціальності, на які набір не проводять з 2019 року.

## Кафедри
- Кафедра природничо-математичних дисциплін;
- кафедра автомобілів;
- кафедра комп'ютерної техніки та програмування;
- кафедра економіки та підприємництва;
- кафедра фізичної реабілітації та здоров'я людини;
- кафедра соціально-гуманітарних наук.

## Спеціальності
Інститут готує фахівців за спеціальностями:
- комп'ютерна інженерія:бакалавр — «Комп'ютерна інженерія»; спеціаліст — «Комп'ютерні системи та мережі»;

- автомобільний транспорт: молодший спеціаліст — «Обслуговування та ремонт автомобілів і двигунів»; бакалавр — «Автомобільний транспорт»; спеціаліст — «Автомобілі та автомобільне господарство»

- облік і аудит: молодший спеціаліст — «Бухгалтерський облік»; бакалавр — «Облік і аудит»; спеціаліст — «Облік і аудит»;

- фінанси і кредит: бакалавр — «Фінанси і кредит»; спеціаліст — «Банківська справа»;

- здоров'я людини: бакалавр — «Здоров'я людини»; спеціаліст — «Фізична реабілітація».

## Науковці
У травні 2015 Королева Великої Британії Єлизавета II відзначила заслуги професора інституту, завідувача кафедри фундаментально-природничих наук Віктора Крутикова «Діамантом да Вінчі». Крім того, ім'я професора увійшло до світової Зали слави 100 найвидатніших фізиків і математиків сучасності під номером 52.